# 津幡城
津幡城（つばたじょう）は、加賀国加賀郡（のち河北郡）津幡（現・石川県河北郡津幡町清水）にあった日本の城（平城）。昔から交通の要衝であった。現在は石標のみが立てられている。

## 歴史
平維盛が寿永2年（1183年）倶利伽羅峠の戦いの際津幡川に面した、小高い丘に砦を設けたことに始まる。建久元年（1190年）には、井上庄の地頭津幡隆家が居城とした。
観応2年（1351年）には、富樫氏春がこの城で、桃井直常軍と戦っている。
天正4年（1576年）から一向一揆が立て籠もっていたが、天正9年（1581年）織田方の柴田勝家らによって落城した。
天正12年（1584年）佐々氏と前田氏の間に緊張が高まると、前田利家が再び築城。弟の前田秀継に守らせている。9月、末森城包囲中の佐々軍攻略の軍議をここで開く（末森城の戦い）。天正13年（1585年）、前田秀継が木舟城に移ると廃城となった。
その後、跡地には津幡町立小学校が建設されたが、老朽化により隣地へ移転し、現在は津幡ふるさと歴史館「れきしる」が建設されている。